# Metodi di soluzione analitica per equazioni differenziali ordinarie
I metodi di soluzione analitica per equazioni differenziali ordinarie permettono di risolvere in maniera esatta alcune classi di equazioni differenziali ordinarie.

## Equazioni del primo ordine
Non esiste un'unica formula risolutiva valida per tutti i tipi di equazioni differenziali del primo ordine. Tra i casi più ricorrenti vi sono:
- Equazioni differenziali lineari nella forma {\displaystyle y'=a(x)y+b(x)}
- Equazioni differenziali a variabili separabili nella forma {\displaystyle y'=a(x)b(y)}
- Equazioni differenziali esatte
- Equazione differenziale di Bernoulli
- Equazione di Clairault
- Equazione di Lagrange
- Equazione di Riccati
- Equazione differenziale di Abel

Le equazioni differenziali del primo ordine sono particolarmente importanti, in quanto è possibile ridurre un'equazione di grado n, superiore al primo, ad un sistema di equazioni del primo ordine, di cui almeno n-1 lineari. Ad esempio, sia data l'equazione di terzo grado:
{\displaystyle {u'''}^{2}+u''=x}
Essa è equivalente al sistema:
{\displaystyle z_{1}=u'\qquad z_{2}=z_{1}'\qquad {z_{2}'}^{2}+z_{2}=x}
Una volta trovate le soluzioni, tramite semplice integrazione si ottiene {\displaystyle u}.

## Equazioni differenziali lineari
Le equazioni differenziali lineari del primo ordine hanno la forma canonica:
{\displaystyle y'=f(x,y)}
dove {\displaystyle f} è lineare in {\displaystyle y}. Pertanto l'equazione assume la forma:
{\displaystyle y'=a(x)y+b(x)}
Soluzioni particolari di queste equazioni vennero trovate da Isaac Newton, Leibniz e molti altri esponenti della genesi del calcolo infinitesimale. Tuttavia, la soluzione generica venne trovata da uno dei Bernoulli, Jean. 
La soluzione generale è:
{\displaystyle y=e^{-\int a(x)dx}\left(\int b(x)e^{\int a(x)dx}dx+costante\right)}

## Equazioni differenziali a variabili separabili
Sono tutte le equazioni differenziali espresse nella forma:
{\displaystyle y'=a(x)b(y)}
dove le funzioni {\displaystyle a} e {\displaystyle b} sono definite e continue su intervalli. Si verifica immediatamente che, se {\displaystyle b({\bar {y}})=0}, allora la funzione costante {\displaystyle y(x)={\bar {y}}} è soluzione dell'equazione.
Se la funzione {\displaystyle b} è derivabile con continuità, segue dal teorema di esistenza di Picard che una soluzione {\displaystyle \phi }, tale che {\displaystyle b(\phi ({\bar {x}}))} sia diverso da 0 per un qualche {\displaystyle {\bar {x}}}, non annullerà mai {\displaystyle b(\phi (x))}. È allora lecito dividere per {\displaystyle b(\phi (x))}, ottenendo:
{\displaystyle {\frac {\phi '(x)}{b(\phi (x))}}=a(x)}
Integrando, si ha:
{\displaystyle \int {\frac {\phi '(x)}{b(\phi (x))}}{dx}=\int a(x)dx}
Si può utilizzare il teorema di integrazione per sostituzione ({\displaystyle s=\phi (x)}), ottenendo:
{\displaystyle \left(\int {\frac {1}{b(s)}}{ds}\right)_{s=\phi (x)}=\int a(x)dx}
La soluzione {\displaystyle \phi } soddisfa quindi, per una opportuna costante reale {\displaystyle c}, la condizione:
{\displaystyle B(\phi (x))=A(x)+c}
dove {\displaystyle B} è una primitiva di {\displaystyle 1/b} e {\displaystyle A} di {\displaystyle a}, primitive che certamente esistono per la continuità di {\displaystyle a} e {\displaystyle b}. La formula precedente descrive una soluzione in forma implicita. Può essere difficile riuscire a trovare una formula che descriva la funzione inversa di {\displaystyle B} e quindi avere le soluzioni dell'equazione differenziale in forma "esplicita".

## Equazioni differenziali esatte
Un terzo tipo di equazioni differenziali del primo ordine risolvibili analiticamente sono quelle riconducibili ad un differenziale esatto. Un'equazione di questo tipo può essere scritta come:
{\displaystyle p(x,y)+q(x,y){\frac {dy}{dx}}=0}
dove p e q sono due funzioni qualunque. Consideriamo le derivate parziali di {\displaystyle p} rispetto ad {\displaystyle y} e di {\displaystyle q} rispetto a {\displaystyle x}: se queste due sono uguali, avremo un differenziale esatto. In simboli:
{\displaystyle {\frac {\partial p(x,y)}{\partial y}}={\frac {\partial q(x,y)}{\partial x}}}
La soluzione generale è:
{\displaystyle P(x,y)=\int {p(x,y)dx}+\int {\left\{q(x,y)-\left[\int {p(x,y)dx}\right]_{y}\right\}dy}+C}
oppure:
{\displaystyle Q(x,y)=\int {q(x,y)dy}+\int {\left\{p(x,y)-\left[\int {q(x,y)dy}\right]_{x}\right\}dx}+C}
Queste sono soluzioni implicite, per cui vale il discorso riguardo l'invertibilità della soluzione.
Alcuni casi in cui le derivate miste non sono uguali, possono essere ricondotti a questo tramite un opportuno fattore di integrazione {\displaystyle \mu } per cui si abbia:
{\displaystyle {\frac {\partial [\mu p(x,y)]}{\partial y}}={\frac {\partial [\mu q(x,y)]}{\partial x}}}

## Equazioni differenziali non lineari
Consideriamo un'equazione differenziale di ordine n che indicheremo:
{\displaystyle F(x,y,y^{'},\ldots \ldots ,y^{(n)})=0}
Se l'equazione è lineare con coefficienti e termini noti continui in un determinato intervallo allora è possibile trovare una funzione reale dipendente da {\displaystyle x} e n parametri costanti {\displaystyle c} del tipo:
{\displaystyle y=y(x,c_{1},c_{2},\ldots \ldots ,c_{n})}
detta anche integrale generale della funzione {\displaystyle F(x,y,y^{'},\ldots \ldots ,y^{(n)})=0}
Se l'equazione è non lineare, invece, non è detto che si possa trovare una soluzione del tipo:
{\displaystyle y=y(x,c_{1},c_{2},\dots ,c_{n})}
che fornisca tutti gli integrali della funzione:
{\displaystyle F(x,y,y^{'},\dots ,y^{(n)})=0}
e a tale scopo si definisce equazione non lineare la funzione:
{\displaystyle F(x,y,y^{'},\dots ,y^{(n)})=0}
per la cui soluzione:
{\displaystyle y=y(x,c_{1},c_{2},\dots ,c_{n})}
detta integrale generale in forma esplicita, si hanno solo alcuni integrali di:
{\displaystyle F(x,y,y^{'},\dots ,y^{(n)})=0}
e non necessariamente tutti gli integrali di essa.

### Equazioni a variabili separabili del primo ordine
Data l'equazione:
{\displaystyle y^{'}{(x)}=a{(x)}\cdot b{(y{(x)})}}
dove {\displaystyle a(x)} e {\displaystyle b(x)} sono funzioni continue rispettivamente nei propri intervalli di definizione, essa è non lineare se {\displaystyle b} non è un polinomio di primo grado. Riconducendosi ad un problema di Cauchy imponendo una condizione iniziale {\displaystyle y{(x_{0})}=y_{0}} è possibile risolvere il problema con il metodo di separazione delle variabili con la procedura enunciata precedentemente.